# Andrew Edwards (wielrenner)
Andrew Edwards (24 juni 1998) is een Zuid-Afrikaans baan- en wegwielrenner.

## Carrière
In 2017 behaalde Edwards, samen met Peter Lee Jefferies, Kyle Walker en Sbonga Shange, de bronzen medaille in de ploegenachtervolging tijdens de Afrikaanse kampioenschappen baanwielrennen. In 2018 won hij de tweede etappe in de Ronde van Limpopo.

## Baanwielrennen

### Palmares
| Jaar | Z-AK | AK                   | WK | Overig |
| ---- | ---- | -------------------- | -- | ------ |
| 2017 |      | Ploegenachtervolging |    |        |

## Belangrijkste overwinningen
2018
2e etappe Ronde van Limpopo
2019
3e etappe Tour of Good Hope